# شصت و پنجمین جوایز امی ساعات پربیننده
شصت و پنجمین جوایز امی ساعات پربیننده (به انگلیسی: 65th Primetime Emmy Awards) برای برگزیدن بهترین برنامه‌های تلویزیونی در فاصلهٔ زمانی ۱ ژوئن ۲۰۱۱ تا ۳۱ مه ۲۰۱۲، در تاریخ ۲۲ سپتامبر ۲۰۱۳ در تئاتر نوکیا در لس‌آنجلس، کالیفرنیا برگزار شد. شبکه سی‌بی‌اس این بار پخش‌کنندهٔ زنده مراسم در ایالات متحده بود. نیل پاتریک هریس اجرای این برنامه را برای دومین بار بر عهده داشت.
بریکینگ بد جایزه بهترین سریال درام را برد. خانواده امروزی برای چهارمین بار پیاپی برنده جایزه بهترین سریال کمدی شد.
نت‌فلیکس با ۱۴ نامزدی برای سه مجموعهٔ خانه پوشالی، پرورش شکست‌خورده و هملوک گروو که از طریق اینترنت پخش شده بودند، تاریخ‌ساز شد. نت‌فلیکس همچنین با بردن ۳ جایزه از جمله در بخش «بهترین کارگردانی برای مجموعه درام» توسط دیوید فینچر آن هم برای مجموعه‌های پخش‌شده از طریق وب بار دیگر، تاریخ‌ساز شد.

## نامزدها و برندگان
اسامی برندگان به صورت ضخیم است.

### برنامه‌ها
| بهترین مجموعه تلویزیونی درام | بهترین مجموعه تلویزیونی کمدی |
| --- | --- |
| - بریکینگ بد (ای‌ام‌سی) - میهن (شوتایم) - خانه پوشالی (نتفلیکس) - دانتون ابی (پی‌بی‌اس) - بازی تاج و تخت (اچ‌بی‌او) - مد من (ای‌ام‌سی)                                                              | - خانواده امروزی (ای‌بی‌سی) - ۳۰ راک (ان‌بی‌سی) - تئوری بیگ بنگ (سی‌بی‌اس) - دختران (اچ‌بی‌او) - لوئی (اف‌اکس) - معاون رئیس‌جمهور (اچ‌بی‌او)                                            |
| بهترین مجموعه تلویزیونی متنوع | بهترین مجموعه تلویزیونی کوتاه یا فیلم تلویزیونی |
| - گزارش کلبر (کمدی سنترال) - نمایش روزانه با جان استوارت (کمدی سنترال) - جیمی کیمل زنده! (ای‌بی‌سی) - آخرشب با جیمی فالون (ان‌بی‌سی) - پخش زنده با بیل مار (اچ‌بی‌او) - ساتردی نایت لایو (ان‌بی‌سی) | - پشت چلچراغ (اچ‌بی‌او) - داستان ترسناک آمریکایی: آسایشگاه روانی (اف‌اکس) - انجیل (هیستوری) - جانوران سیاسی (یواس‌ای نتورک) - فیل اسپکتر (اچ‌بی‌او) - برفراز دریاچه (شبکه ساندنس) |
| بهترین برنامه رقابتی - واقع‌گرا | |
| - صدا (ان‌بی‌سی) - رقص با ستارگان (ای‌بی‌سی) - پروژه مد (لایف تایم) - پس فکر می‌کنی می‌توانی برقصی (فاکس) - مسابقه باور نکردنی (سی‌بی‌اس) - بهترین سرآشپر (براوو)                                   | |

### بازیگری

#### بازیگران اصلی
| بهترین بازیگر مرد در مجموعه کمدی | بهترین بازیگر زن در مجموعه درام |
| --- | --- |
| - جیم پارسونز در نقش دکتر شلدن کوپر در تئوری بیگ بنگ (سی‌بی‌اس) - الک بالدوین در نقش جک داناگی در ۳۰ راک (ان‌بی‌سی) - لوئی سی.کی. در نقش لویی در لویی (اف‌اکس) - دان چیدل در نقش مارتی کان در خانه دروغ‌ها (شوتایم) - مت له بلانک در نقش خودش در اپیزودها (شوتایم) - جیسون بیتمن در نقش مایل بلوث در پرورش شکست‌خورده (نتفلیکس)                  | - جولیا لوئیس-دریفوس در نقش سلنا میرز در معاون رئیس‌جمهور (اچ‌بی‌او) - زویی دشانل در نقش جسیکا دی در دختر جدید (فاکس) - لنا دانهام در نقش هانا هورواث در دختران (اچ‌بی‌او) - ادی فالکو در نقش جکی پایتون در پرستار جکی (شوتایم) - تینا فی در نقش لیز لمن در ۳۰ راک (ان‌بی‌سی) - لورا درن در نقش امی جلیس در روشن دل (اچ‌بی‌او) - امی پولر در نقش لزلی ناپ در پارک‌ها و تفریحات (ان‌بی‌سی)                             |
| بهترین بازیگر مرد در مجموعه درام | بهترین بازیگر زن در مجموعه درام |
| - جف دانیلز در نقش ویل مک‌آووی در اتاق خبر (اچ‌بی‌او) - دامیان لوئیس در نقش نیکلاس برودی در میهن (شوتایم) - کوین اسپیسی در نقش فرانک آندروود در خانه پوشالی (نت‌فلیکس) - برایان کرانستون در نقش والتر وایت در برکینگ بد (ای‌ام‌سی) - هوگو بونوویل در نقش رابرت، ارلِ گرانتن در داونتون ابی (پی‌بی‌اس) - جان هام در نقش دان دریپر در مد من (ای‌ام‌سی) | - کلیر دینز در نقش کری متیسون در میهن (شوتایم) - الیزابت ماس درنقش مارگارت "پگی" اولسن در مردان دیوانه (ای‌ام‌سی) - کانی بریتون در نقش هریت "رایانا جیمز" در نشویل (ای‌بی‌سی) - میشل داکری در نقش بانو ماری کراولی در داونتون ابی (پی‌بی‌اس) - کری واشینگتن در نقش اولیویا پوپ در رسوایی (ای‌بی‌سی) - ورا فارمیگا در نقش نورما بیتز در متل بیتز (A&E) - رابین رایت در نقش کلیر آندروود در «خانه کاردها» (نت‌فلیکس) |
| بهترین بازیگر مرد در مجموعه کوتاه یا فیلم تلویزیونی | بهترین بازیگر زن در مجموعه کوتاه یا فیلم تلویزیونی |
| - مایکل داگلاس در نقش لیبراچی در پشت چلچراغ (اچ‌بی‌او) - بندیکت کامبربچ نقش کریستوفر تیجنز در پایان رژه (HBO) - مت دیمون در نقش اسکات ثروسون در پشت چلچراغ (اچ‌بی‌او) - توبی جونز در نقش آلفرد هیچکاک دختر (اچ‌بی‌او) - آل پاچینو در نقش فیل اسپکتور در فیل اسپکتر (اچ‌بی‌او)                                                                     | - لورا لینی در نقش کتی جیمسون در سی بزگر: ما بعد (شوتایم) - جسیکا لنگ در نقش خواهر جود مارتین داستان وحشت آمریکایی: آسایشگاه روانی (اف‌اکس) - هلن میرن در نقش یندا کندی-بادن در فیل اسپکتر (اچ‌بی‌او) - الیزابت ماس در نقش گروهبان رابین گریفین در برفراز دریاچه (شبکه ساندنس) - سیگورنی ویور در مقش الین بریش هموند در جانوران سیاسی (شبکه یواس‌آ)                                                           |

### نقش مکمل
| بهترین بازیگر نقش مکمل مرد در مجموعه کمدی | بهترین بازیگر نقش مکمل زن در مجموعه کمدی |
| --- | --- |
| - تونی هیل در نقش‌گری والش در معاون رئیس‌جمهور (اچ‌بی‌او) - تای بورل در نقش فیل دانفی در خانواده مدرن (ای‌بی‌سی) - آدام درایور در نقش آدام سکلر در دختران (اچ‌بی‌او) - جس فرگوسن در نقش میتچل پریتچت در خانواده مدرن (ای‌بی‌سی) - بیل هادر در نقش شخصیت‌های مختلف در ساتردی لایو نایت (ان‌بی‌سی) - اد اونیل در نقش جی پرینچت در خانواده مدرن (ای‌بی‌سی)                       | - مریت ویور در نقش زویی بارکو در پرستار جکی (شوتایم) - ماییم بیالیک در نقش دکتر امی فارا فاولر در تئوری بیگ بنگ (سی‌بی‌اس) - جولی بوون در نقش کلیر دانفی در خانواده مدرن (ای‌بی‌سی) - آنا چلامسکی در نقش ایمی بروکهایمر در معاون رئیس‌جمهور (اچ‌بی‌او) - جین کراکوسکی در نقش جنا مارونی در ۳۰ راک (ان‌بی‌سی) - جین لینچ در نقش سو سیلوستر در گلی (فاکس) - سوفیا ورگارا در نقش گلوریا پریتچت در خانواده مدرن (ای‌بی‌سی) |
| بهترین بازیگر نقش مکمل مرد در مجموعه درام | بهترین بازیگر نقش مکمل زن در مجموعه درام |
| - بابی کاناول در نقش جیپ روزتی در امپراتوری بوردواک (اچ‌بی‌او) - جاناتان بانکز در نقش مایک ارمانتات در بریکینگ بد (ای‌ام‌سی) - جیم کارتر (هنرپیشه) در نقش چارلز کارسون در دانتون ابی (پی‌بی‌اس) - پیتر دینکلیج در نقش تیریون لنیستر در بازی تاج و تخت (اچ‌بی‌او) - مندی پتینکین در نقش سال برنسون در میهن (شوتایم) - آرون پال در نقش جسی پینکمن در بریکینگ بد (ای‌ام‌سی) | - آنا گان در نقش اسکایلر وایت در بریکینگ بد (ای‌ام‌سی) - مورینا بکرین در نقش جسیکا برادی در میهن (شوتایم) - کریستینه بارانسکی در نقش دایان لاکهارت در همسر خوب (سی‌بی‌اس) - کریستینا هندریکس در نقش جوآهن هریس در مد من (ای‌ام‌سی) - امیلیا کلارک در نقش دنریس تارگرین در بازی تاج و تخت (اچ‌بی‌او) - مگی اسمیت در نقش وایولت در دانتون ابی (پی‌بی‌اس)                                                                |
| بهترین بازیگر نقش مکمل مرد در مجموعهٔ کوتاه یا فیلم تلویزیونی | بهترین بازیگر نقش مکمل زن در مجموعهٔ کوتاه یا فیلم تلویزیونی |
| - جیمز کرامول در نقش دکتر آرتور آردن در داستان ترسناک آمریکایی: آسایشگاه روانی (اف‌ایکس) - اسکات باکولا در نقش باب بلک در پشت چلچراغ (اچ‌بی‌او) - جان بنجامین هیکی در نقش شان تالک در بیگ سی (شوتایم) - پیتر مولان در نقش مت میچم در بر فراز دریاچه (شبکه ساندنس) - زکری کینتو در نقش دکتر اولیور تردسون در داستان ترسناک آمریکایی: آسایشگاه روانی (اف‌ایکس)       | - الن برستین در نقش مارگارت بریش در حیوانات سیاسی (یواس‌ای نتورک) - سارا پلسون در نقش لانا وینترز در داستان ترسناک آمریکایی: آسایشگاه روانی (اف‌ایکس) - شارلوت رمپلینگ در نقش اوا دلکتورسکیا در خستگی‌ناپذیر (بی‌بی‌سی وان/شبکه ساندنس) - ایملدا استنتون در نقش آلما لوسی رویل در دختر (اچ‌بی‌او) - الفری وودارد در نقش لوئیزیا بوردو در ماگنولیای فولادین (لایف‌تایم)                                              |

### طراحی رقص
| بهترین طراحی رقص |
| --- |
| - درک هاف برای رقص با ستارگان (ای‌بی‌سی) - وارن کارلایل برای Carousel (پی‌بی‌اس) - تابیتا و ناپولئون دومو برای پس فکر می‌کنی می‌توانی برقصی (پی‌بی‌اس) - آلیسون هولکر و درک هاو برای رقص با ستارگان (ای‌بی‌سی) - مندی مور برای پس فکر می‌کنی می‌توانی برقصی (فاکس) - سونیا تایه برای پس فکر می‌کنی می‌توانی برقصی (فاکس) - ترویس وال برای پس فکر می‌کنی می‌توانی برقصی (فاکس) |

### کارگردانی
| بهترین کارگردانی برای مجموعه کمدی | بهترین کارگردانی برای مجموعه درام |
| --- | --- |
| - گیل منکوسا برای خانواده امروزی (اپیزود: «در بازداشت») (ای‌بی‌سی) - پاریس بارکلی گلی (اپیزود: «دیوا») (فاکس) - لوئی سی.کی. برای لویی (اپیزود: «عید سال نو») (اف‌اکس) - لنا دانهام برای دختران (اپیزود: "هر چهارتای ما") (اچ‌بی‌او) - بت مکارتی-میلر برای ۳۰ راک (اپیزود: «هاگ‌کوک!» / «شام آخر») (ان‌بی‌سی) | - دیوید فینچر برای خانه پوشالی (اپیزود: «قسمت ۱») (نت‌فلیکس) - لزلی لینکا گلاتر برای میهن (اپیزود: «پ و پ») (شوتایم) - میشل مک‌لارن برکینگ بد (اپیزود: «بالاتر از همه») (ای‌ام‌سی) - تیم وان پاتن برای بوردواک امپایر (اپیزود: «شن‌های مارگارت») (اچ‌بی‌او) - جرمی وب بار داونتون ابی (اپیزود: «اپیزود چهار») (پی‌بی‌اس) |
| بهترین کارگردانی برای مجموعه متنوع | بهترین کارگردانی برای مجموعه کوتاه، فیلم تلویزیونی یا ویژه‌برنامه درام |
| - دان روی کینگ برای ساتردی‌نایت لایو (ان‌بی‌سی) - اندی فیشر برای جیمی کیمیل زنده! (ای‌بی‌سی) - جری فولی برای آخرشب با دیوید لترمن (سی‌بی‌اس) - جیمز هاکینسون برای گرازش کلبر (کمدی سنترال) - جاناتان کریسل برای پورتلندیا (آی‌اف‌سی) - «چاک اونیل» برای نمایش روزانه با جان استوارت (کمدی سنترال)             | - استیون سودربرگ برای پشت چلچراغ (اچ‌بی‌او) - الیسون آندرس برای حلقه آتش (لایف‌تایم) - جین کمپیون و گارث دیویس برای بر فراز دریاچه (اپیزود: «قسمت ۵») (کانال ساندس) - جولیان جارلود برای دختران (اچ‌بی‌او) - دیوید مامیت برای فیل اسپکتر (اچ‌بی‌او)                                                                    |

## بیشترین نامزدی‌ها
بر پایه شبکه
- اچ‌بی‌او – ۳۷
- ان‌بی‌سی – ۲۲
- شوتایم – ۱۷
- ای‌بی‌سی – ۱۶
- ای‌ام‌سی – ۱۵
- نتفلیکس – ۱۴
- اف‌ایکس – ۱۱
- سی‌بی‌اس/شبکه وارنر – ۱۰
- پی‌بی‌اس – ۷
- شبکه ساندنس – ۵
- شبکه رسانه‌ای فاکس – ۵
- یواس‌ای نتورک – ۳

براساس برنامه
- ۳۰ راک (ان‌بی‌سی) – ۹
- بریکینگ بد (ای‌ام‌سی) / خانواده امروزی (ای‌بی‌سی) / ساتردی نایت لایو (ان‌بی‌سی) – ۸
- دانتون ابی (پی‌بی‌اس) / میهن (شوتایم) / مردان دیوانه (ای‌ام‌سی) – ۷
- پشت چلچراغ (اچ‌بی‌او) – ۶
- داستان ترسناک آمریکایی: آسایشگاه روانی (اف‌اکس) / بازی تاج و تخت (اچ‌بی‌او) / لوئی (اف‌اکس) / فیل اسپکتر (اچ‌بی‌او) / بر فراز دریاچه (شبکه ساندنس) – ۵
- دختران (اچ‌بی‌او) / خانه پوشالی (نتفلیکس) / تئوری بیگ بنگ (سی‌بی‌اس) / همسر خوب (سیذبی‌اس) / ویپ (اچ‌بی‌او) – ۴

## بیشترین جایزه
- پشت چلچراغ (اچ‌بی‌او) – ۳
- بریکینگ بد (ای‌ام‌سی) / میهن (شوتایم) / خانواده امروزی (ای‌بی‌سی) / گزارش کلبر (کمدی سنترال) / معاون رئیس‌جمهور (اچ‌بی‌او) – ۲

## اهداکنندگان جوایز
- مالین اکرمان[۶]
- استیون امل[۶]
- ویل آرنت
- الک بالدوین
- آندره بروگر
- کانی بریتون[۶]
- دن بوکاتینسکی[۶]
- دایان کارول[۷]
- دان چیدل
- امیلیا کلارک[۶]
- برایان کرانستون
- مت دیمون[۸]
- کلیر دینز
- امیلی دشانل[۷]
- زویی دشانل[۷]
- مایکل داگلاس[۸]
- ادی فالکو
- جیمی فالون[۶]
- آنا فاریس[۷]
- ویل فرل[۶]
- تینا فی[۷]
- مایکل جی فاکس
- تیم گان[۶]
- جان هام[۶]
- آلیسون هانیگان[۶]
- مارک هارمون[۶]
- آلیسون جانی[۷]
- میندی کالینگ[۶]
- جیمی کیمل
- هایدی کلوم[۶]
- ملیسا لیو[۶]
- ال ال کول جی[۶]
- جین لینچ
- جولیانا مارگولیس[۶]
- مارگو مارتیندال
- دیلان مک‌درموت[۶]
- باب نیوهارت[۶]
- جیمز پارسونز[۶]
- امی پولر[۷]
- کری پرستون[۶]
- راب رینر
- کوبی اسمالدرز[۶]
- بلیر آندروود[۶]
- سوفیا ورگارا
- کری واشینگتن[۷]

## پیوند
- وب‌سایتِ آکادمی علوم و هنر تلویزیون